# Flettner Fl 265
Flettner Fl 265 byl německý experimentální vrtulník navržený Antonem Flettnerem.
Tento vrtulník byl představen roku 1938, na vývoji se podílelo i německé námořnictvo. Fl 265 byl první vrtulník, který byl schopen přejít do autorotace a zpět, to z něj dělalo nejbezpečnější vrtulník doby.
Na rozdíl od typu Flettner Fl 185 měl Fl 265 dva protiběžné rotory o průměru 12 m. Pohon zajišťoval hvězdicový motor BMW-Bramo Sh 14 A o výkonu 160 koňských sil. Postaveno bylo celkem 6 vrtulníků. Výroba byla ukončena ve prospěch vrtulníku Flettner Fl 282.

## Specifikace (Fl 265)

### Technické údaje
- Posádka: 1
- Průměr rotoru: 12,30 m
- Délka: 6,16 m
- Výška: 2,82 m
- Prázdná hmotnost: 800 kg
- Vzletová hmotnost: 1000 kg
- Pohonná jednotka: 1x BMW-Bramo Sh 14 A, 7válcový hvězdicový motor
- Výkon pohonné jednotky: 119 kW (160 k)

### Výkony
- Maximální rychlost: 160 km/h
- Dolet: 300 km
- Dostup: 4100 m